# Jean-Henri Riesener

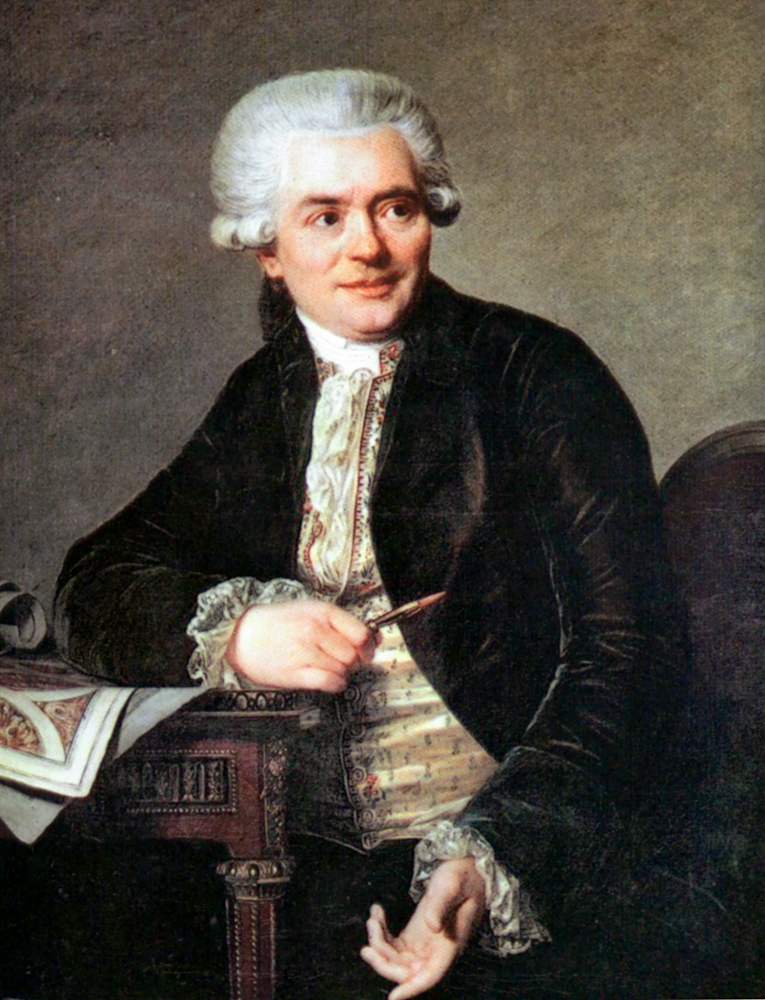
Jean-Henri Riesener, porträtt av Antoine Vestier

Jean-Henri Riesener (eller ty. Johann Heinrich Riesener), född 4 juli 1734 i Gladbeck, Nordrhein-Westfalen, död 6 januari 1806 i Paris, var en fransk möbelsnickare. 

## Biografi
Riesener blev 1755 medarbetare till Jean-François Oeben. Han övertog sedermera Oebens verkstad och gifte sig med dennes änka Françoise-Marguerite Vandercruse. Riesener blev med tiden en av tidens absolut främsta finsnickare och finns idag utställd på ett flertal museer världen över. Han var synnerligen produktiv och var liksom läromästaren Oeben mycket intresserad av möbler med mekaniska finesser. Rieseners möbler betecknar övergången till det stilideal som kom att kallas louis-seize (Ludvig XVI) och präglas av genomförd harmoni, elegans i marketeriarbetet och fulländad bronsornamentik.
Jean-Henri Riesener var far till porträttmålaren Henri-François Riesener (1767-1828) och farfar till målaren Louis-Antoine-Léon Riesener (1818-1878).